# Mons Kallentoft
Mons Kallentoft (Linköping, 15 de abril de 1968) é um escritor e jornalista sueco. Kallentoft cresceu em Ljungsbro e vive em Estocolmo. Ele escreveu doze livros sobre a inspetora de polícia Malin Fors, essa série de livros foi traduzida em 27 idiomas.

## Biografia
Kallentoft nasceu em Linköping, uma pequena cidade de província da Suécia, numa família da classe operária onde os livros eram raros. Passou a infância e os primeiros anos da adolescência a jogar futebol e hóquei no gelo, até que uma grave lesão desportiva o manteve imobilizado por um longo período. Foi então que, aos 14 anos, descobriu a literatura: Franz Kafka, Ernest Hemingway e George Orwell abriram-lhe as portas para os livros.
O seu percurso até se tornar escritor passou pela publicidade, o jornalismo e uma vivência nos bairros mais sombrios de Madrid, até ele escolher dar o seu toque pessoal ao clássico romance policial sueco, virando escritor.
O seu livro de estreia: Pesetas, recebeu o prémio da Associação Sueca de Escritores para um primeiro livro.

## Obras

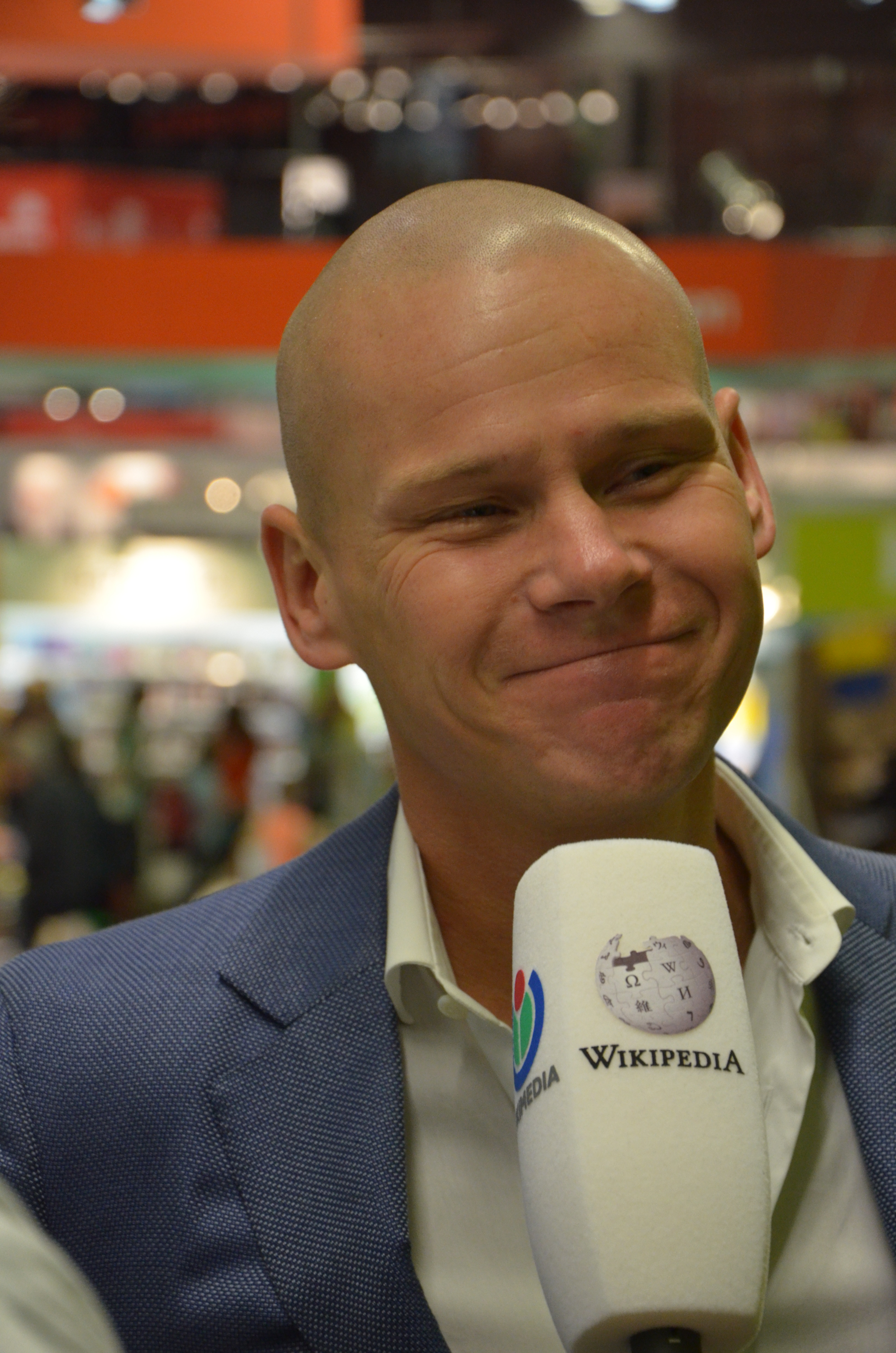
Mons Kallentoft

### Livros isolados
- 2000 – Pesetas
- 2002 – Marbella Club
- 2005 – Fräsch, frisk och spontan

### Série Hércules
- 2014 – Zack (co-autor Markus Lutteman) em Portugal: Zack (Dom Quixote, 2018)
- 2015 – Leon (co-autor Markus Lutteman) em Portugal: Leão (Dom Quixote, 2019)
- 2016 – Bambi (co-autor Markus Lutteman) em Portugal: Bambi (Dom Quixote, 2020)
- 2017 – Heroine (co-autor Markus Lutteman)
- 2018 – Falco (co-autora Anna Karolina)
- 2019 - Albino (co-autora Anna Karolina)
- 2021 - Olympia
- 2022 - Grissly

### Série da Malin Fors
- 2007 – Midvinterblod no Brasil: Sangue no Inverno (Benvirá, 2011) / em Portugal: Sangue Vermelho em Campo de Neve (Dom Quixote, 2010)
- 2008 – Sommardöden no Brasil: Sangue no Verão (Benvirá, 2012) /  em Portugal: Anjos Perdidos em Terra Queimada (Dom Quixote, 2011)
- 2009 – Höstoffer no Brasil: Sangue no Outono (Benvirá, 2013) / em Portugal: Segredo Oculto em Águas Turvas (Dom Quixote, 2011)
- 2010 – Vårlik no Brasil: Sangue na Primavera (Benvirá, 2013) / em Portugal: Flores Caídas no Jardim do Mal (Dom Quixote, 2012)
- 2011 – Den femte årstiden em Portugal: A Quinta Estação (Dom Quixote, 2016)
- 2012 – Vattenänglar
- 2013 – Vindsjälar
- 2014 – Jordstorm
- 2015 – Eldjägarna
- 2016 – Djävulsdoften
- 2017 – Bödelskyssen
- 2019 – Himmelskriket
- 2021 – Satanskäftarna
- 2021 – Blickfångarna

### Série Palma
- 2019 – Se mig falla
- 2020 – Hör mig viska

### Outros
- 2004 – Food noir: mat, mord och myter
- 2013 – Food Junkie: livet, maten, döden